# 왕립심문원
왕립심문원(스페인어: Real Audiencia 레알 아우디엔샤[reˈal auˈðjenθja][*])는 스페인 제국 및 그 식민지들에 설치된 일종의 고등법원이었다. 심문원의 법관을 오이도르(oidor)라고 했는데, "듣는 이"라는 뜻이다.
최초의 심문원은 1371년 카스티야 왕국 바야돌리드에 설치되었다. 바야돌리드 심문원은 이후 2세기 동안 카스티야의 최고법원 역할을 했다.
카스티야 왕국과 아라곤 왕국이 동군연합을 이루어 에스파냐 왕국이 수립되고 1492년 그라나다를 정복한 뒤, 타구스강을 기준으로 그 북쪽은 바야돌리드 심문원이, 남쪽은 시우다드레알 심문원(1494년 신설)이 관할하게 했다. 그러다 1505년 시우다드레알 심문원을 그라나다로 옮겼다.
카롤루스 1세와 펠리페 2세 시기에 심문원 제도는 다른 영토들로 확장되었다. 1528년 아라곤 심문원이 세워졌고 이후 식민지들에도 심문원이 세워졌다. 이런 심문원들의 상급기관으로 참사회(카스티야 참사회, 아라곤 참사회, 서인도 참사회)들이 있었다.